# Prostitución en Albania

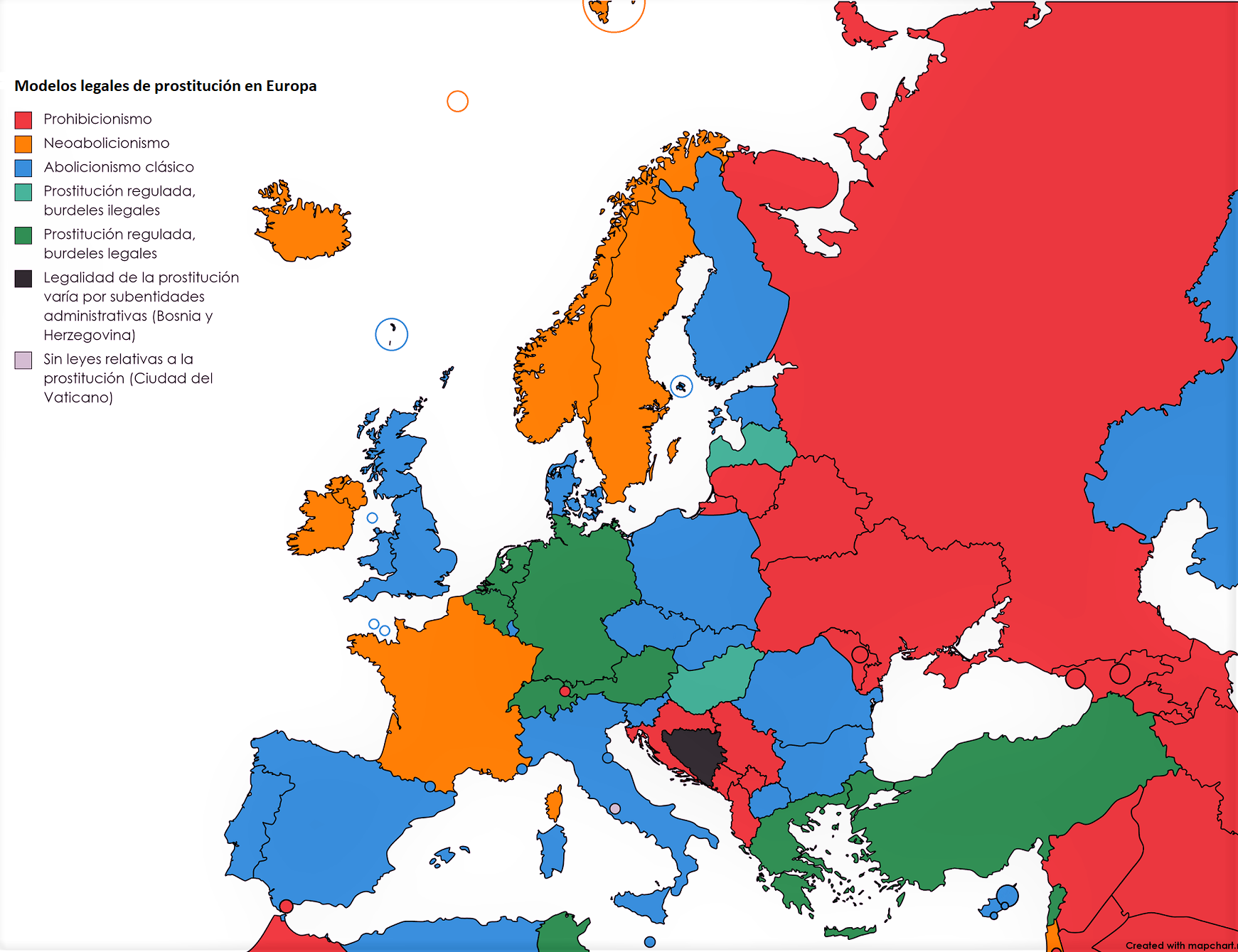
Prostitución en Europa. En rojo, el modelo prohibicionista (venta de prostitución ilegal, compra ilegal o alegal) al que pertenece Albania.

La prostitución en Albania es ilegal pero se sigue considerando un "problema" social, por lo que se sugiere que está socialmente extendida. Antes del colapso de la Unión Soviética a principios de la década de 1990, la magnitud de la prostitución en Albania era prácticamente desconocida, y las leyes de prohibición de la prostitución se cumplieran a rajatabla. La migración de las zonas rurales a las ciudades, y los problemas económicos que siguieron al colapso soviético, hicieron que algunas mujeres recurrieran a la prostitución, y que otras cayesen víctimas de la trata de personas y fuesen explotadas en regiones urbanas o en el extranjero.
La prostitución callejera se produce cerca del centro de la capital, Tirana, principalmente por hombres y mujeres romaníes. Algunas estudiantes albanesas trabajan como prostitutas en hoteles o moteles en Tirana y otras grandes ciudades, donde también se encuentran "burdeles" (apartamentos privados que funcionan como tales).
La ONG Aksion Plus brinda a las trabajadoras sexuales apoyo, educación y apoyo, desde una perspectiva de reducción del daño
.

## Legislación
Tres artículos del Código Penal de la República de Albania prohíben la prostitución, y otros dos la trata de personas:
- Artículo 113, Prostitución ("compra y venta de sexo") - Punible con una multa o con hasta tres años de prisión.
- Artículo 114, Explotación de la prostitución ("estímulo, mediación o recibo de compensación por ejercer la prostitución") - Punible con pena de dos a cinco años de prisión.
- Artículo 115, Uso de locales para la prostitución ("administrar, utilizar, financiar o alquilar locales con fines de prostitución") - Punible con pena de cinco a diez años de prisión.
- Los artículos 110(a) y 128(b) prohíben la trata sexual y laboral y prescriben penas de ocho hasta veinte años de prisión.

## Trata de personas
La Oficina del Departamento de Estado de los Estados Unidos para Monitorear y Combatir la Trata de Personas clasifica a Albania, en su informe para 2019, como un país de 'Nivel 2'; es decir, como un país cuyo gobierno no cumple los estándares mínimos contra la trata de personas según se recoge en la Ley estadounidense para la Protección de Víctimas de Trata del 2000, pero que está haciendo esfuerzos significativos por cumplirla. Según informes judiciales y policiales albaneses, hasta el 70% de las personas albanesas dedicadas a la prostitución dentro y fuera del país habrían sido víctimas de trata.
Los tratantes de personas explotan a víctimas nacionales y extranjeras en Albania, y los traficantes explotan a víctimas de Albania en el extranjero. Las mujeres y los niños albaneses están sujetos a la trata sexual y al trabajo forzado dentro del país, especialmente durante la temporada turística. Los traficantes usan promesas falsas como el matrimonio o las ofertas de empleo para obligar a las víctimas a la trata sexual. Las víctimas albanesas están sujetas a trata sexual en países de Europa, particularmente Kosovo, Grecia, Italia, Bélgica, Alemania, Suiza, Macedonia del Norte, Noruega, los Países Bajos y el Reino Unido. Las víctimas extranjeras de trata con fines de explotación sexual o laboral en Albania proceden de países de Europa Oriental y de Filipinas. Los migrantes de Medio Oriente, Asia Central y África que transitan Albania para llegar a Europa Occidental también son vulnerables. En España, cayó en 2016 una red de tratantes de albanesas en Barcelona. En 2018, la policía estatal albanesa arrestó a 20 presuntos traficantes sexuales en nombre de las autoridades italianas y griegas.